# Zampa e la magia del Natale
Zampa e la magia del Natale (The Search for Santa Paws) è un film del 2010 diretto da Robert Vince. 
Fa parte della serie di film iniziati con Air Bud - Campione a quattro zampe del 1997, ed è un prequel del nono capitolo Supercuccioli a Natale - Alla ricerca di Zampa Natale che narra le vicende del padre di Zampa Natale Jr.. Il film ha segnato l'esordio di Kaitlyn Maher.

## Trama
Prima degli eventi di Air Bud 3, nel Polo Nord, mentre festeggia il suo compleanno, Babbo Natale riceve una lettera e un regalo da New York City, che lo informa della scomparsa del vecchio amico e proprietario di un negozio di giocattoli Mr. Hucklebuckle, che era un aiutante di Babbo Natale, ambasciatore della "The Santa Cause", un'organizzazione di delegati che abbracciano e incoraggiano lo spirito natalizio in tutto il mondo. Per rallegrare Babbo Natale, il suo capo elfo Eli usa il potere del grande ghiacciolo del Natale per dare vita al regalo, un cane di pezza. Babbo Natale chiama il cucciolo Zampa e i due diventano migliori amici.
A New York, un'orfana di nome Quinn arriva alla 64th Street Home For Girls, un orfanotrofio gestito dalla signora Gladys Stout, una donna severa che disapprova tutto ciò che i bambini amano, comprese le decorazioni natalizie e i giocattoli che spesso ruba e li butta nel suo inceneritore nel seminterrato della casa. Nonostante questo Quinn fa amicizia con le altre ragazze, inclusa la più grande, Willamina "Will", che ha perso il suo spirito natalizio dalla morte dei suoi stessi genitori quando aveva l'età di Quinn.
Nel frattempo, il nipote del signor Hucklebuckle, James, un CPA di Los Angeles, e sua moglie Kate arrivano al suo negozio di giocattoli e vengono informati dal loro assistente sociale, il signor Stewart, che devono gestire il negozio in modo redditizio per un periodo natalizio per acquisirne la proprietà. Decidono di assumere un negozio Babbo Natale per portare i clienti, con l'intenzione di vendere il negozio una volta che ne avranno la proprietà.
Babbo Natale e Zampa decidono di recarsi a New York per visitare il negozio di Hucklebuckle, atterrando a Central Park attirando l'attenzione di un senzatetto di nome Gus che decide di seguirli. Per strada, Babbo Natale incontra la signora Stout, cade in strada e viene investito da un taxi. Zampa cerca di chiedere aiuto, il che porta lui e Babbo Natale a separarsi. Il cristallo magico di Babbo Natale viene rubato da Gus. Si riprende, ma soffre di amnesia, dopo aver passato la notte a vagare per le strade trova la strada per Hucklebuckle Toys. James e Kate, supponendo che sia un candidato, lo accolgono e gli danno un lavoro come Babbo Natale del loro negozio. Babbo Natale si presenta come "Bud" perché Gus si riferiva a lui con il nome in precedenza.
Dopo aver passato la notte a vagare per le strade, Zampa incontra tre cani randagi di nome Haggis, Rasta e T-Money che vengono catturati da Franklin, un accalappiacani e fidanzato della signora Stout. Zampa riesce a creare un diversivo e usa la magia del suo cristallo per salvarli dal camion. Grati, gli giurano lealtà e giurano di aiutarlo a trovare Babbo Natale nella speranza che possano uscire dalla lista dei cattivi.
Venuto a conoscenza della situazione, Eli e il suo cane elfo Eddy vanno a New York, dove reclutano il boy scout locale Jimmy per aiutare. Alla fine, trovano Gus e lo convincono a restituire loro il cristallo di Babbo Natale. Tuttavia, Babbo Natale torna presto in ospedale dopo essere rimasto senza il suo cristallo troppo a lungo. Nel frattempo, Zampa incontra Quinn e viene riportato segretamente all'orfanotrofio, dove fa amicizia con le ragazze e usa la magia del suo cristallo per dare loro l'allegria natalizia, inclusi cavalli da hobby, biancheria da letto natalizia e persino decorazioni e vestiti natalizi. Tuttavia, la signora Stout lo scopre e rinchiude Zampa e Will (che si prende la colpa per Quinn) nel seminterrato, rubando l'ornamento dell'angelo della defunta madre di Quinn (l'ultima cosa che sua madre le ha dato prima della sua morte) e il cristallo di Zampa. 
Will sente il cane parlare e riacquista il suo spirito natalizio dall'oggi al domani, ma senza il suo cristallo Zampa ritorna alla forma di un animale di pezza la mattina successiva. Quando la signora Stout lo scopre, presume che Zampa sia scappato e getta il giocattolo nell'inceneritore (poiché lo ha quasi bruciato) e l'inseguimento è iniziato mentre va ad un appuntamento con Franklin. Eli ha detto a Janie di spegnere l'alimentazione poiché viene salvato per un pelo da Quinn prima che possa lasciarlo cadere nell'inceneritore. Restituiscono il cristallo di Zampa e lo riportano in vita quando Jimmy arriva e dice a Eli che Babbo Natale è a Hucklebuckle Toys, Will e Quinn vengono con Haggis, Rasta e T-Money. Eli dice a Jimmy di tenere la spilla poiché ora è un aiutante ufficiale di Babbo Natale prima che Jimmy torni a casa.
La signora Stout torna all'orfanotrofio dove viene accolta dalla signora Gibson che la informa di aver ricevuto una telefonata da Eli che le ragazze sono state lasciate sole e che Will e Quinn sono scomparsi. È stata tutta una colpa non rigorosa, la signora Stout viene licenziata per ordine del tribunale (poiché le ragazze l'hanno spinta giù sul marciapiede) e la signora Gibson rileva l'orfanotrofio.
Dopo aver spiegato la situazione a tutti, Will e Quinn partono con loro per aiutare Babbo Natale. Dopo essere arrivati all'ospedale e aver trovato Babbo Natale vicino alla morte, lo riuniscono con il suo cristallo, ma la sua magia è stata troppo consumata per funzionare. Zampa quindi sacrifica la magia del suo cristallo per ripristinare quella di Babbo Natale, riportandolo ancora una volta alla forma di un animale di pezza mentre salva la vita di Babbo Natale. Quest'ultimo, Eli ed Eddy tornano di corsa al Polo Nord per raggiungono il grande ghiacciolo, l'ultima speranza per salvare Zampa. Babbo Natale raggiunge il Polo Nord, ma con il natale alle porte il grande ghiacciolo non ha abbastanza energia sufficiente. Ciò porta Babbo Natale a piangere per la perdita del suo più caro amico, ma la lacrima d'amore versata ricarica il ghiacciolo e Zampa torna in vita come un cane adulto di nome Zampa Natale, con grande gioia di Babbo Natale.
Tornati a New York, James e Kate riportano Quinn e Will all'orfanotrofio che decidono di adottarli e avere la famiglia che hanno sempre desiderato. con grande gioia delle ragazze. Al Polo Nord, Haggis, Rasta e T-Money si nascondono in un camion della posta e diventano cani elfi ufficiali.
Gus porta i soldi che ha ricevuto mentre lavorava come Babbo Natale di beneficenza all'orfanotrofio. Una grata signora Gibson invita Gus a trascorrere le vacanze con loro all'orfanotrofio. Zampa Natale e Babbo Natale si riuniscono con Quinn, Will, James e Kate alla vigilia di Natale, restituendole l'ornamento dell'angelo della defunta madre di Quinn e mettendo l'ornamento dell'angelo sull'albero prima di continuare le loro consegne. Il signor Stewart ritorna il giorno successivo e James e Kate gli dicono che gestivano il negozio in modo redditizio, e decidono di mantenere il negozio e continuare l'eredità di Hucklebuckle dopo averlo presentato alle ragazze che il signor Stewart lascia. Quindi parla allo spirito del signor Hucklebuckle, augurandogli un buon Natale e che il suo desiderio sia stato esaudito.

## Riconoscimenti
- Young Artist Awards 2011
  - Candidatura come Miglior giovane attrice: Melody B. Choi